# Pusonjärvi
Pusonjärvi är en sjö i Finland. Den ligger i kommunen Kontiolax i landskapet Norra Karelen, i den sydöstra delen av landet, 400 km nordost om huvudstaden Helsingfors. Pusonjärvi ligger 152,2 meter över havet. I omgivningarna runt Pusonjärvi växer i huvudsak blandskog. Den är 20,8 meter djup. Arean är 1,65 kvadratkilometer och strandlinjen är 9,55 kilometer lång. Sjön  ingår i Vuoksens huvudavrinningsområde. 